# Mint Royale
Mint Royale è una band di musica elettronica di Manchester, Inghilterra. Sono stati fondati dal duo Neil Claxton e Chris Baker nel 1997; quest'ultimo ha lasciato il gruppo nel 2004, ma Claxton continua a produrre  musica utilizzando il nome Mint Royale.
I Mint Royale dapprima si sono specializzati in remix, e divennero noti dopo la pubblicazione del loro mix di Tequila, dei Terrorvision.
Il primo disco dei Mint Royale, On the ropes, uscì alla fine del 1999, e, seppure non fu campione di vendite, alcune canzoni tratte dall'album  hanno avuto apprezzamento. Il singolo Don't falter, con la partecipazione di Lauren Laverne dei Kenickie, è stato un successo minore della classifica inglese. La canzone From Rusholme with love è stata apprezzata  attraverso il suo uso esteso come colonna sonora di film e serie TV. Esempi noti sono il tema del film Kung Pow! Enter the fist, come pure nella musica dei film Vanilla Sky, Get Carter e Serendipity.
La band pubblicò il secondo disco nel 2002: Dancehall Places. Il primo singolo estratto dall'album, The sexiest man in Jamaica, divenne il loro secondo successo nella Top 20 inglese.
I Mint Royale ritornarono in studio per comporre e registrare il loro terzo album nell'aprile 2004. I mesi seguenti furono un periodo turbolento tra i Mint e il fondatore Chris Baker, che abbandona la band. Comunque  Neil e i cantanti tornano in studio per completare l'album; esso esce nel gennaio 2005, intitolato See you in the morning, con l'allora sconosciuta Duffy che canta in due tracce. Nel 2005 il gruppo pubblica Waiting in the rain, utilizzato per uno spot pubblicitario. Esso raggiunse il N° 20 della classifica inglese dei singoli.
Nel 2007 i Mint pubblicano una raccolta CD+DVD dal titolo Pop is…, che contiene tutti i loro singoli e video, ed anche due remix.

## Album
- On the Ropes (album)|On the Ropes (1999)
- Dancehall Places (2002)
- See You in the Morning (2005) UK, numero 132
- Pop Is... (2007)